# Yoon Jeong-Yeon (taekwondo)
Yoon Jeong-Yeon (9 de noviembre de 1992) es una deportista surcoreana que compitió en taekwondo. Ganó una medalla de plata en los Juegos Asiáticos de 2014, y una medalla de oro en el Campeonato Asiático de Taekwondo de 2014.

## Palmarés internacional
| Juegos Asiáticos    | Juegos Asiáticos        | Juegos Asiáticos | Juegos Asiáticos |
| Año                 | Lugar                   | Medalla          | Categoría        |
| ------------------- | ----------------------- | ---------------- | ---------------- |
| 2014                | Incheon (Corea del Sur) | Medalla de plata | –53 kg           |
| Campeonato Asiático |                         |                  |                  |
| Año                 | Lugar                   | Medalla          | Categoría        |
| 2014                | Taskent (Uzbekistán)    | Medalla de oro   | –53 kg           |